# Helikoptercarrier
Een helikoptercarrier is een oorlogsschip, dat is ingericht voor het gebruik door helikopters.
In uiterlijk en bouw lijken helikoptercarriers sterk op "gewone" vliegdekschepen. Hun belangrijkste overeenkomende kenmerken zijn het vliegdek dat van voor tot achteren op het schip doorloopt en de hangar onder het vliegdek. Afwezig zijn echter de voor vliegtuigoperaties benodigde lanceerinrichting (de "stoomkatapult"), de vangkabels en het deklandingspiegelsysteem. 

## Geschiedenis

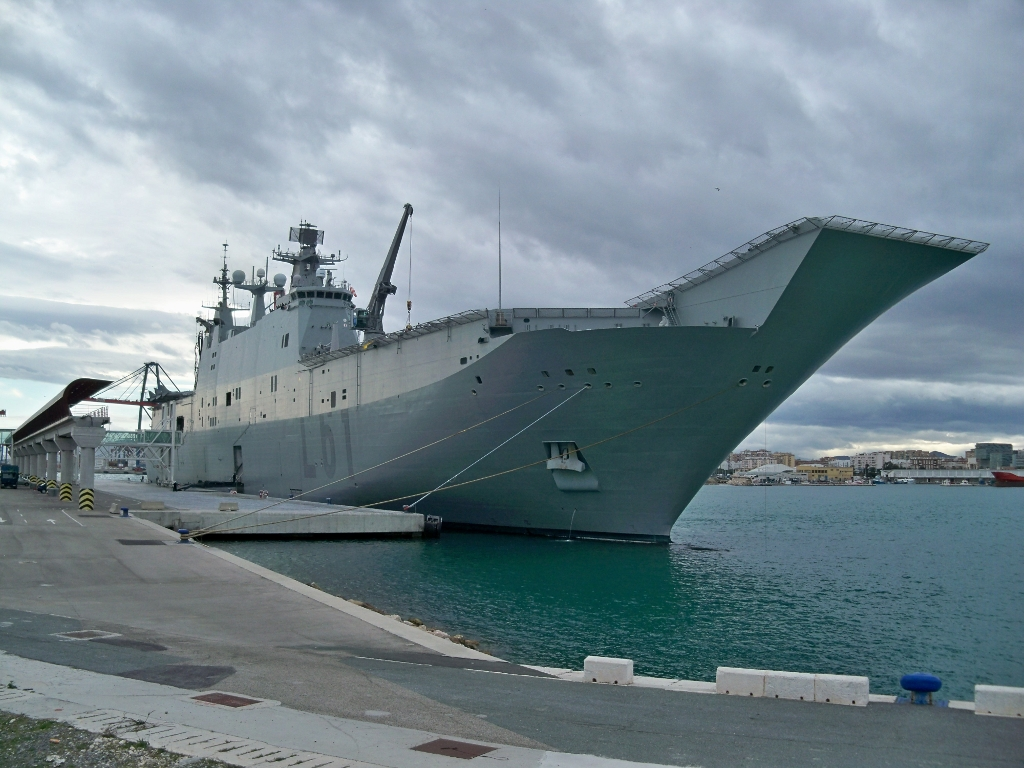
Juan Carlos I (L61)

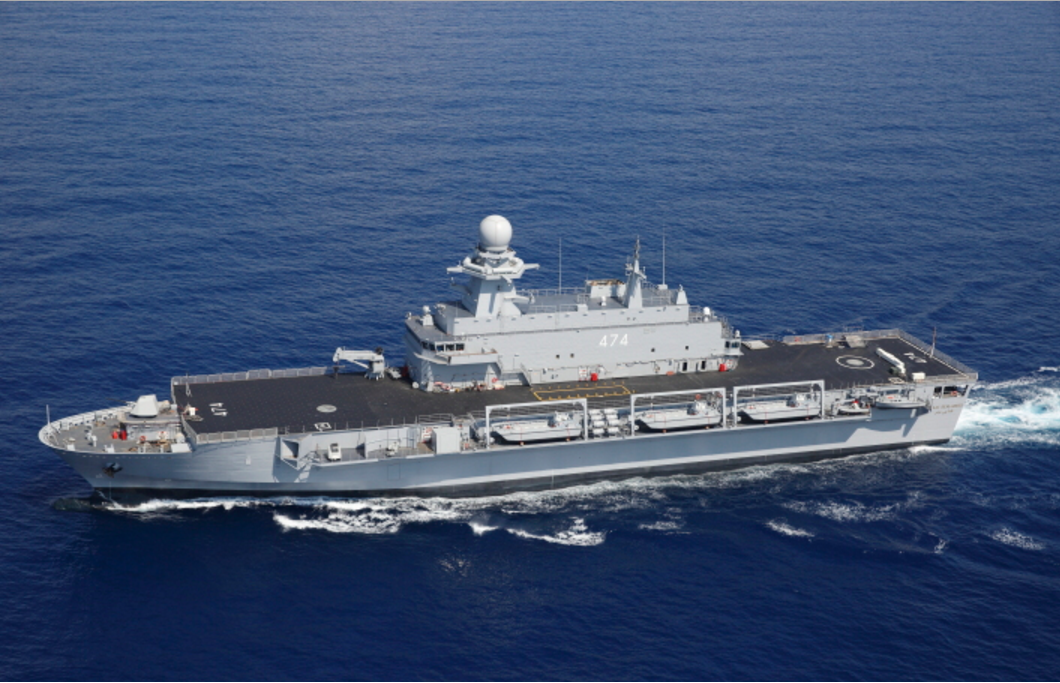
San Giorgioklasse

De eerste helikoptercarriers verschenen in de jaren zestig van de 20e eeuw, toen de marines van het Verenigd Koninkrijk en de Verenigde Staten bestaande vliegdekschepen ombouwden voor gebruik door helikopters. 
De Royal Navy richtte zo de Albion en de Bulwark uit de Centaurklasse in voor gebruik door transporthelikopters. Tevens kregen deze schepen accommodatie voor een bataljon mariniers en twee kleine landingsvaartuigen (LCVP) aan boord. Deze schepen werden bestemd voor de amfibische oorlogsvoering. De United States Navy verbouwde eveneens een aantal vliegdekschepen uit de Essexklasse tot amfibisch vliegdekschip, maar ook tot anti-onderzeebootvliegdekschip. In dat laatste geval werd het schip gebruikt als platform voor anti-onderzeeboothelikopters. Daarnaast bouwde de US Navy in de jaren zestig een serie vliegdekschepen van de Iwo Jimaklasse, specifiek voor de amfibische oorlogvoering.
Begin jaren zeventig verbouwde de Royal Navy een derde schip uit de Centaurklasse, de Hermes, tot anti-onderzeebootvliegdekschip. Door de vroegtijdige uitdienstname van de Albion en de Bulwark, kreeg het als secundaire taak de rol van amfibisch vliegdekschip. In de jaren zeventig combineerde de US Navy de rol van amfibisch vliegdekschip met die van doklandingsschip in de Tarawa-klasse en de Wasp-klasse.
De Franse marine heeft de beschikking over moderne amfibische aanvalsschepen schepen van de Mistralklasse. Ze hebben een waterverplaatsing van 21.300 ton en zijn 199 meter lang. Ze kunnen maximaal 900 mariniers als amfibische strijdkrachten aan boord meenemen. Zij kunnen verplaatst worden met landingsvaartuigen, hovercrafts via het dok en met een van de zestien helikopters. Het schip kan ook dienen als commandoplatform van grote operaties op land die vanaf zee gecoördineerd moeten worden. Frankrijk beschikt over drie schepen van de Mistralklasse: Mistral, Tonnere en Dixmude. De schepen zijn in 2006, 2007 en 2011 aan de vloot toegevoegd. De schepen zijn naar waterverplaatsing gemeten de grootste eenheden van de Franse marine. In 2010 werd bekend dat Rusland vier schepen van de Mistral-klasse gaat kopen. Het is de eerste keer dat Rusland marineschepen koopt van een NAVO-land. Dit leidde tot kritiek op Frankrijk omdat hiermee kwalitatief hoogwaardig materieel in handen valt van een niet NAVO land.

## Gebruik
Helikoptercarriers die specifiek voor amfibische taken gebouwd worden (zoals de Iwo Jima en Tarawa klassen) hebben een ontwerpsnelheid van circa 20 knopen; lager dan de verbouwde carriers (zoals de Albion en Bulwark), die immers oorspronkelijk als vlootvliegdekschip bestemd waren. Ondanks die lagere snelheid, waardoor startende vliegtuigen minder "lift" krijgen, krijgen deze carriers vanaf de jaren zeventig een aanvullende rol bij controle op zee en ondersteuning van troepen op het land. Dit werd mogelijk door het inschepen van Harrier-jachtvliegtuigen van het  Amerikaanse Korps Mariniers. Door hun unieke vermogen om een korte aanloop te combineren met verticaal landen hebben zij geen katapults en vangkabels nodig en kunnen zij van deze vliegdekschepen gebruikmaken.
Helikoptercarriers hebben in het algemeen geen hoekdek, zoals de "echte" vliegdekschepen. 
Naast helikoptercarriers verschenen in de jaren zestig ook helikopterkruisers, zoals de Franse Jeanne d'Arc, de Italiaanse Vittorio Veneto en de Russische Moskva, die slechts een "half" vliegdek hadden.